# Kleine wormzeenaald
De kleine wormzeenaald (Nerophis lumbriciformes) is een straalvinnige vis uit de familie van zeenaalden en zeepaardjes (Syngnathidae), orde zeenaaldachtigen (Syngnathiformes), die voorkomt in het oostelijk deel van de Atlantische Oceaan van Zuid-Noorwegen tot Noord-Spanje.

## Beschrijving
De kleine wormzeenaald kan een lengte bereiken van 15 tot 17 cm. Het lichaam van de vis heeft een aalachtige vorm. De mond is buisvormig. De vis heeft één rugvin met 24 tot 28 vinstralen, verder geen borst-, staart- en aarsvin.

De kleine wormzeenaald is een zoutwatervis die voorkomt in met wier begroeide rotsige kusten bij een diepte tot 30 meter.

## Relatie tot de mens
De kleine wormzeenaald is voor de visserij van geen enkel belang. De soort komt niet voor op de Rode Lijst van de IUCN. De kleine wormzeenaald komt nauwelijks voor langs de kusten van de Lage Landen. Tot 1987 is slechts één waarneming bekend uit de Oosterschelde, daarnaast zijn er een paar vondsten langs de Belgische kust.